# Бурдаков, Николай Константинович
Николай Константинович Бурдаков (эст. Nikolai Burdakov; 20 июня 1950, Галковичи, Белорусская ССР) — советский и эстонский футбольный тренер и спортивный организатор, бизнесмен. Президент ФК «Транс» (Нарва).

## Биография
В 17-летнем возрасте приехал в Нарву из Беларуси. Работал на городской автобазе Нарвы, прошёл путь от водителя до директора и совладельца «Нарва ауто». Во второй половине 1970-х годов играл в футбол за «Кренгольм», однако команда в этот период не выступала в официальных соревнованиях. В 1979 году стал организатором, капитаном и тренером футбольной команды своего предприятия («Автомобилист», «Автобаза»), причём начал играть в официальных турнирах в возрасте около 30 лет. Постепенно команда стала ведущей в городе и пробилась в высшую лигу чемпионата Эстонской ССР, а Бурдаков в 1989 году закончил играть сам и сосредоточился на тренерской работе в клубе.
После распада СССР команда была включена в состав участников высшей лиги чемпионата Эстонии и переименована в «Транс». С 1992 по сентябрь 1995 года Бурдаков работал главным тренером команды, стал обладателем бронзовых медалей чемпионата страны в сезоне 1994/95 и финалистом Кубка Эстонии в сезоне 1993/94.
После ухода с должности тренера, более 20 лет работает президентом клуба «Транс».
Неоднократно избирался в состав Нарвского городского собрания, входил в комиссию по культуре и спорту. Представляет Центристскую партию Эстонии.
В 2020 году был награждён серебряным знаком Эстонской федерации футбола за вклад в развитие футбола. В этом же году получил «Знак почета города Нарвы» под номером 67.

### Семья
Жена Галина Бурдакова. Сын Константин Бурдаков работает исполнительным директором в футбольном клубе «Нарва Транс».

## Достижения (как тренер)
- Бронзовый призёр чемпионата Эстонии: 1994/95
- Финалист Кубка Эстонии: 1993/94